# 8268 Ґерделер
8268 Ґерделер (8268 Goerdeler) — астероїд головного поясу, відкритий 29 вересня 1987 року.
Тіссеранів параметр щодо Юпітера — 3,336.